# Kolonia Kaszubska
 Kolonia Kaszubska – przysiółek wsi Konradów w Polsce, położony w województwie opolskim, w powiecie nyskim, w gminie Głuchołazy.
W latach 1975–1998 przysiółek administracyjnie należał do ówczesnego województwa opolskiego.